# Hokkaidō Kansetsu Tetsudō
Die Hokkaidō Kansetsu Tetsudō (jap. 北海道官設鉄道, „Hokkaidō-Staatseisenbahn“) war eine staatliche japanische Bahngesellschaft. Sie bestand von 1897 bis 1905 und baute mehrere Strecken im Norden und Osten der Insel Hokkaidō. Der betriebliche Mittelpunkt des Streckennetzes war Asahikawa.

## Geschichte
Eine indirekte Vorläuferin ist die 1880 gegründete Horonai Tetsudō, welche die ersten Strecken auf der Insel baute und 1889 an die private Bergbau- und Bahngesellschaft Hokkaidō Tankō Tetsudō verkauft wurde. Die neue Besitzerin war in erster Linie darauf bedacht, Kohlevorkommen auszubeuten. An der Erschließung des noch kaum besiedelten Nordens und Ostens der Insel hatte sie kein Interesse. Am 14. Mai 1896 wurde deshalb das vom japanischen Reichstag verabschiedete Hokkaidō-Eisenbahnbaugesetz (Hokkaidō tetsudō fusetsu hō) verkündet, das den Staat dazu verpflichtete, die wirtschaftliche Entwicklung dieser Gebiete durch die Errichtung von Bahnstrecken zu fördern. Zu diesem Zweck entstand am 5. November 1897 die Hokkaidō Kansetsu Tetsudō als Abteilung der Hokkaidō-Behörde (北海道庁, Hokkaidō-chō). Die Leitung hatte der Ingenieur Tanabe Sakurō inne.
Als erstes nahm sie am 16. Juli 1898 das Teilstück zwischen der Sorachi-Brücke südlich von Takikawa und Asahikawa in Betrieb. Etappenweise wurde von Asahikawa aus an zwei Strecken weitergebaut. Die in nördliche Richtung verlaufende Teshio-Linie (天塩線, Teshio-sen), die spätere Sōya-Hauptlinie, reichte noch im selben Jahr bis Ranru, 1899 bis Wassamu, 1900 bis Shibetsu und 1903 bis Nayoro. In Richtung Süden führte die Tokachi-Linie (十勝線, Tokachi-sen) im Jahr 1899 von Asahikawa nach Furano, 1900 nach Shikagoe und 1901 nach Ochiai. Da die Durchquerung des Hidaka-Gebirges noch längere Zeit in Anspruch nehmen würde, baute die Hokkaidō Kansetsu Tetsudō gleichzeitig von Kushiro aus in westliche Richtung. Die Kushiro-Linie (釧路線, Kushiro-sen) reichte 1901 von dort aus bis Shiranuka, 1903 bis Urahoro und 1904 bis Toshibetsu.
Zwei Jahre vor der Fertigstellung der durchgehenden Verbindung Asahikawa–Kushiro (der späteren Furano-Linie und Nemuro-Hauptlinie) wurden am 1. April 1905 alle Bahnstrecken der Hokkaidō Kansetsu Tetsudō an das neu geschaffene Eisenbahnamt des Kabinetts (das spätere Eisenbahnministerium) übertragen. Im Fiskaljahr 1904/05 waren auf ihren Strecken insgesamt 611.518 Personen und 350.505 Tonnen Güter befördert worden. Zuletzt besaß sie 31 Dampflokomotiven, 42 Reisezugwagen und 627 Güterwagen.

## Streckenübersicht
Das Streckennetz der Hokkaidō Kansetsu Tetsudō setzte sich aus folgenden Teilen späterer Linien zusammen:
- Hakodate-Hauptlinie von der Sorachi-Brücke bei Takikawa nach Asahikawa
- Furano-Linie von Asahikawa nach Furano
- Nemuro-Hauptlinie von Furano nach Ochiai sowie von Kushiro nach Toshibetsu
- Sōya-Hauptlinie von Asahikawa nach Nayoro